# DUKW
Il DUKW (familiarmente chiamato "duck") fu la versione anfibia dell'autocarro GMC CCKW-353 2½ t 6x6, studiata appositamente per trasferire carichi direttamente dalle navi all'interno delle spiagge. Il significato della sigla DUKW è D - veicolo progettato nel 1942, U - caratteristiche anfibie, K - trasmissione anche sulle ruote anteriori, W - doppio assale posteriore.
Il DUKW venne usato nel corso della Seconda guerra mondiale su tutti i teatri di guerra sia dall'Esercito statunitense sia dal Corpo dei Marines, distribuito anche agli alleati operò in un gran numero di nazioni europee ed extraeuropee. Dopo la guerra, oltre che per usi militari, fu usato in impieghi civili per soccorsi a popolazioni colpite da calamità naturali, come l'alluvione del Polesine del novembre 1951.

## Lo sviluppo
Dopo l'occupazione della Francia da parte della Germania ai pianificatori delle forze armate statunitensi apparve chiara la necessità di effettuare una serie di sbarchi per poter rioccupare l'Europa. Il rifornimento delle truppe nella prima fase (critica) dello sbarco poteva essere assicurato dai mezzi da sbarco in dotazione alla marina, tuttavia restava il problema di portare i rifornimenti essenziali alle truppe che avevano già iniziato ad allargare la testa di ponte dalle spiagge dello sbarco. Per questo compito serviva un veicolo che, oltre a muoversi nell'acqua, potesse trasferire il carico nell'entroterra, quindi con caratteristiche anfibie. Il primo tentativo effettuato (nel corso del 1941) fu di rendere anfibia la Jeep creando la Ford GPA, con risultati che non ebbero grande successo fra le truppe. Nei primi mesi del 1942, quando ormai era entrato in guerra anche il Giappone, l'interesse si spostò verso la progettazione di veicoli con maggiore capacità di carico. Le specifiche per questo nuovo progetto erano molto stringenti, dato che era richiesto un comportamento a terra analogo a quello di camion con uguale capacità di carico e la capacità di navigare anche con mare mosso. Oltre al resto era richiesta la capacità di muovere su scogliere rocciose o barre sabbiose. Veniva inoltre caldamente raccomandato di tenere conto dei problemi logistici relativi all'approvvigionamento delle parti di ricambio.
In base a queste specifiche l'OSRD (Office of Scientific Research and Development) decise di convertire l'autocarro CCKW 353, un camion 6x6 da 2,5 t di carico utile. Il progetto fu portato aventi in tempi brevissimi, in collaborazione fra OSRD e General Motors, e al 15 aprile 1942, fu proposta la costruzione di 4 prototipi. Tuttavia gli organi militari (particolarmente della Marina e dei Marines) si mostrarono piuttosto scettici sulle effettive capacità del veicolo, quindi fu autorizzata la costruzione di un solo prototipo. Le prove di questo prototipo iniziarono il 12 giugno, e furono brillantemente superate, tanto che l'Esercito Statunitense richiese immediatamente 2000 DUKW 353 (la sigla che, intanto, aveva assunto il veicolo).

## La meccanica
I componenti principali del DUKW erano quelli dell'autocarro CCKW, quindi usava il motore a benzina con 6 cilindri in linea da 4400 cm³, che forniva 91,5 hp a 2750 rpm. La trasmissione era a cinque velocità più retromarcia. La forza motrice era trasmessa alle ruote tramite tre differenziali (uno per asse). Il veicolo era reso anfibio da uno scafo in acciaio saldato rinforzato da costolature orizzontali, che avvolgeva totalmente sia gli organi meccanici sia il vano di carico. Il vano di carico poteva trasportare 2400 kg di carico utile o 25 uomini con il relativo equipaggiamento o 12 barelle.
Una caratteristica particolare del DUKW era la capacità di regolare la pressione degli pneumatici a seconda dell'utilizzo. Infatti per il movimento su strada era preferibile avere una pressione alta per ridurre l'energia dissipata con il rotolamento delle ruote gommate, mentre per il movimento su terreni instabili (tipicamente la sabbia bagnata dalle onde) era opportuno avere pneumatici a pressione più bassa, in modo da aumentare l'area di contatto col terreno e quindi ridurre la pressione al suolo. Per risolvere queste apparentemente contrastanti richieste, nel DUKW fu installato (settembre 1942) un sistema di controllo della pressione che permetteva di modificare la pressione degli pneumatici direttamente dall'interno del posto guida (solo alcuni esemplari della prima serie ebbero il controllo esterno, sulla fiancata destra). Il sistema si basava su un compressore d'aria (posto nella prua del veicolo) ed un polmone di stoccaggio dell'aria compressa (subito dietro alla pompa), che tramite sei linee indipendenti aggiungeva o toglieva aria compressa mediante sei giunti ruotanti attaccati agli assali delle ruote. Il tutto veniva gestito da una leva posizionata a sinistra nel posto guida.
Il movimento in acqua era assicurato da un'elica a tre pale (R 320 mm) posteriore mossa da un albero collegato alla trasmissione; l'organo direzionale consisteva in un timone accoppiato alle ruote anteriori che venivano sterzate sia in acqua che sulla terraferma. Per la sentina erano previste due pompe a motore (una posteriore da 757 l/min ed una anteriore da 189 l/min) ed una pompa manuale da 190 l/min. Il bordo libero era di 60 cm.
Sui DUKW non era previsto armamento, ma su un veicolo per ogni sezione (di 4 veicoli) era montato un anello di supporto M36 per la mitragliatrice M2 12,7 mm (½ in), utilizzata per la difesa contraerei. Nel teatro del Pacifico su alcuni DUKW furono montate rampe per il lancio di razzi da 114 mm (4 ½ in). Inoltre era prevista la possibilità di sparare con l'obice 105 mm dal veicolo, anche se questo si trovava in acqua.
Ogni DUKW era fornito di un verricello posteriore con una capacità al gancio di 44 kN (10000 lb). Per facilitare il carico e lo scarico dei veicoli alcuni DUKW furono forniti di supporti posteriori per una gru a capra che utilizzava il verricello come elemento attivo.

### Capacità di carico
L'elenco dei carichi previsti per i DUKW è piuttosto interessante per dimostrare la versatilità del mezzo:
- 25 uomini con le relative armi di squadra e fino a 680 kg di munizioni
- 12 barelle o 40 feriti in grado di muoversi autonomamente
- obice da 105 mm
- cannone anticarro da 57 mm
- due cannoni anticarro da 37 mm
- cannone contraerei da 40 mm
- un complesso quadruplo di mitragliatrici Browning 12,7 mm
- 33 colpi da 155 mm
- due rimorchietti per rifornimento d'acqua da 950 l (250 galloni) in condizioni favorevoli o uno in condizioni normali
- un camion da 3/4 di t (ed ovviamente veicoli di tonnellaggio minore)
- da sei a dodici barili da 95 l (25 galloni) di combustibile a seconda delle condizioni del mare
- serbatoi ausiliari per aerei (in fasci da quattro o più)
- bombe per aerei, fino a quattro bombe da 2000 lb nominali (948 kg di peso effettivo) o due bombe da 4000 lb nominali (1881 kg di peso effettivo)
- equipaggiamento speciale (radar, riflettori, stazioni radio)

L'ampio vano di carico e l'elevata spinta idrostatica del mezzo gli permisero impieghi anche "poco convenzionali", come fungere da pontone per ponti barche; inoltre accoppiando due DUKW con una piattaforma intermedia era possibile trasportare carichi molto ingombranti, come un P38 Lightning.

## L'impiego
L'addestramento dei reparti destinati ad operare con i DUKW pose subito una serie di problemi, dato che la guida di uno di questi veicoli non imponeva solo il problema della guida su strada come qualsiasi autocarro, ma richiedeva anche la conoscenza dei principi della navigazione, dei segnali sia terrestri sia navali e un particolare addestramento per affrontare il passaggio, non sempre facile, dalla navigazione al trasferimento su terreno solido. Per questo fu creata una specializzazione apposita del genio (Engineer Amphibian Command) che si occupasse della gestione degli equipaggi dei DUKW. La 1ª Brigata del comando anfibio fu costituita il 15 giugno 1942.

### Seconda guerra mondiale
La 1ª Brigata del comando anfibio fu inviata in Gran Bretagna nell'agosto del 1942, mentre la 2ª Brigata fu inviata nel teatro del Pacifico nel gennaio del 1943. La prima operazione bellica fu effettuata proprio dalla 2ª Brigata, nel marzo del 1943, quando i reparti dell'esercito furono sbarcati a Numea. Successivamente parteciparono alle campagne delle isole Salomone e Lae, dimostrando la loro utilità nel rifornimento delle munizioni di artiglieria direttamente dalle navi alla forze combattenti.
Il primo impiego dei DUKW nel teatro del Mediterraneo avvenne in occasione dello sbarco in Sicilia il 10 luglio 1943, a cui parteciparono 230 mezzi inquadrati nell′8ª Armata britannica. In quell'occasione i DUKW si mostrarono estremamente utili, dato che i LST, che avrebbero dovuto rifornire le spiagge, erano stati fermati da bassifondi, quindi fu necessario costruire passerelle per collegarli alla terraferma, e, per tutto il periodo tempo richiesto dalla costruzione, le truppe a terra furono costrette a contare solo sui rifornimenti trasportati dai DUKW. Successivamente operarono nello sbarco a Salerno, in cui 90 navi da sbarco e 150 DUKW trasportarono a terra 190 000 uomini, 30 000 veicoli e 120 000 t di rifornimenti nel periodo fra il 9 settembre ed il 1º ottobre. Successivamente i DUKW furono utilizzati ad Anzio e rimasero nel teatro Mediterraneo fino alla fine della guerra.

Durante la risalita delle truppe alleate in Italia, diversi di questi veicoli anfibi vennero utilizzati; in particolare durante l'attraversamento del fiume Po, sia al seguito dell'Eight British Army che della Fifth US Army, che li utilizzò anche sul lago di Garda. Uno di essi subì un incidente il 30 aprile 1945, mentre stava portando armi e munizioni presso il distaccamento a Torbole, a nord del lago di Garda. Il forte vento causò il ribaltamento del mezzo anfibio che ospitava 25 soldati appartenenti alla 10ª Divisione da montagna; solo uno di loro si salvò, il caporale Thomas Hough. Nel 2004 una spedizione americana tentò l'individuazione del mezzo, ma solamente il 10 dicembre 2012 fu ritrovato a 276 metri di profondità nei pressi di Torbole.
Per lo sbarco in Normandia l'esercito statunitense predispose 19 compagnie di DUKW a pieno organico (quindi più di 700 veicoli), con 12 destinate alla spiaggia Omaha e 7 alla spiaggia Utah. Nel corso dei primi giorni di operazione le perdite furono notevoli (in alcuni casi furono superiori a un terzo della forza), ma i DUKW riuscirono sempre ad assicurare il rifornimento delle truppe in prima linea.
Nel corso della guerra nel Pacifico i DUKW furono usati dall'esercito in Nuova Guinea, a Bougainville ed a Kwajalein. In base all'esperienza di Kwajalein, in cui l'esercito aveva trasportato a terra pezzi di artiglieria e munizioni con un'efficienza molto maggiore di quella fornita dai LST, i marines decisero di adottare anche loro questo veicolo. Il primo utilizzo dei DUKW da parte dei marines fu a Peleliu (settembre 1944) e, ormai pienamente convinti della loro utilità, li integrarono nei loro piani operativi nella campagna delle isole Marianne. Nell'invasione delle Filippine furono usate tredici compagnie a pieno organico. A Iwo Jima cooperarono sia compagnie dell'esercito sia compagnie dei marines per lo sbarco di pezzi di artiglieria e di rifornimenti, operando sulla sabbia nera che non permetteva il movimento di altri veicoli, grazie alla possibilità di ridurre la pressione degli pneumatici. La battaglia di Iwo Jima chiese un pesante tributo ai DUKW, con la perdita del 50% che parteciparono all'operazione. Infine parteciparono anche alla sanguinosa battaglia di Okinawa.
Alla fine della seconda guerra mondiale erano stati costruiti 21.147 DUKW, l'esercito statunitense creò 70 compagnie di camion anfibi per un totale di 434 ufficiali e 12395 sottufficiali e truppa. Invece i marines utilizzarono solo 97 DUKW, assegnandone un plotone per ogni Battaglione di Trattori Anfibi (su LVT). In Gran Bretagna furono organizzate 12 compagnie su camion anfibi, ognuna con 120 veicoli.

### Dopoguerra
Nel corso della Seconda guerra mondiale, oltre che all'esercito ed ai marines degli Stati Uniti, i DUKW erano stati forniti anche a Gran Bretagna, Francia ed Australia, e tutti questi stati li mantennero in servizio. Gli Stati Uniti riutilizzarono i DUKW in occasione della Guerra di Corea, tanto nel rifornimento della testa di ponte di Pausan quanto nello sbarco a Inchon.
Mentre il DUKW continuava il suo impiego vennero sviluppati nuovi veicoli, con motori più potenti e maggiore capacità di carico per la sua sostituzione. Nel 1956 venne sviluppato il XM-157 Drake, un veicolo anfibio 8x8 con scafo in alluminio per ridurre i pesi. Unico difetto di questo veicolo era il costo eccessivamente elevato, motivo per cui non fu mai messo in produzione, quindi i DUKW continuarono ad operare nelle forze armate americane fino a metà degli anni '60, quando furono sostituiti dai LARC e BARC.
Ancora nel 1965 i Marines statunitensi nei loro manuali d'uso prevedevano la normativa per l'uso del DUKW

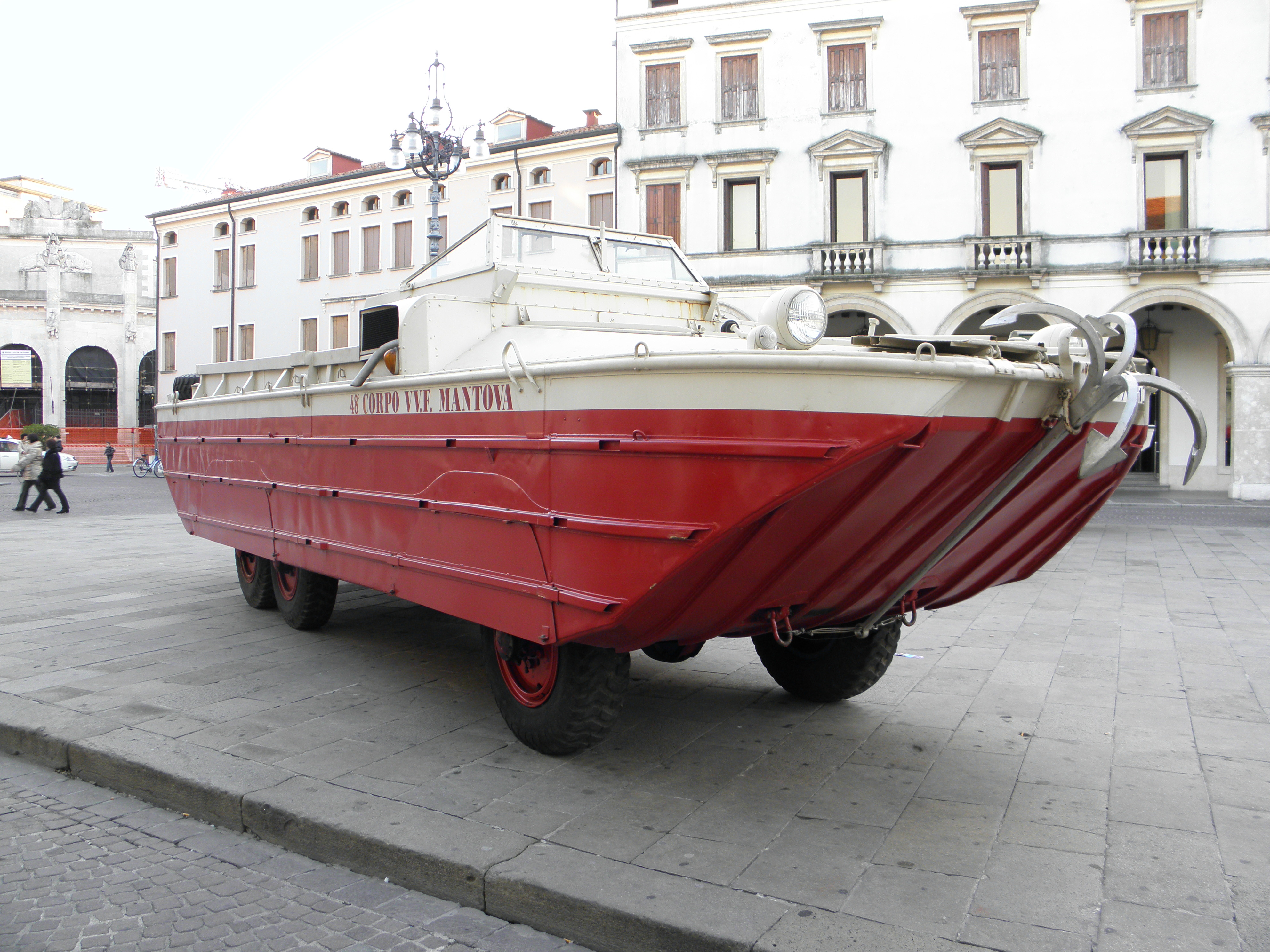
Un DUKW nella livrea biancorossa dei Vigili del Fuoco.

Anche dopo essere stato radiato dall'esercito statunitense il DUKW fu utilizzato estensivamente da altre nazioni sia in ambito civile sia in ambito militare. In Italia il DUKW fu utilizzato sia dall'Esercito sia dal corpo dei Vigili del Fuoco fino agli anni settanta.
Nel corso della seconda guerra mondiale le forze armate sovietiche ne ebbero una certa quantità, e successivamente decisero di produrne una versione migliorata con il nome di BAV-485 (Bolsoi Automobil'Vodianoi - Grande veicolo anfibio), basata sulla meccanica dell'autocarro ZIL e dotata di una rampa di carico incorporata. Per i veicoli armati l'armamento era dato dalla mitragliatrice DŠKM 12,7 mm.
Nell'Esercito Brasiliano il DUKW era indicato come CAMANF (Caminhão Anfíbio do Corpo de Fuzileiros Navais - Trasporto anfibio del corpo delle truppe da sbarco), basato sulla meccanica del camion Ford F-7000 (mosso da motore diesel). La prua era irrobustita ed il carico poteva arrivare a 5 t in acque calme.